# Tecnologias na educação em Portugal
1. As tecnologias na educação em Portugal têm sido impulsionadas por várias iniciativas de âmbito nacional, principalmente junto das escolas. Este artigo apresenta um histórico destas iniciativas, desde o projecto Minerva, iniciado em 1985.

## Projecto MINERVA
1. “O Projecto MINERVA (um acrónimo de Meios Informáticos Na Educação: Racionalização, Valorização, Actualização) foi um projecto do Ministério da Educação, gerido pelo G.E.P (Gabinete de Estudos e Planeamento) e DEPGEF (Departamento de Programação e Gestão Financeira) que vigorou entre 1985 e 1994. Focou a sua atenção na introdução das Novas Tecnologias de Informação e Comunicação (TIC) nas escolas do ensino não superior. Este trabalho foi desenvolvido numa articulação inovadora entre instituições de ensino superior e escolas dos restantes níveis de ensino. O seu principal mentor foi o Professor Dias Figueiredo. [1]

## Nónio Século XXI
1. O programa Nónio-Século XXI teve início em 4 de Outubro de 1996 e terminou em finais de 2002. Reflectindo uma preocupação sobre a integração das Tecnologias da Informação e Comunicação nas Escolas, este programa, através de uma série de medidas, visa uma intervenção no sistema educativo, impulsionadora de novas práticas, onde o papel das Tecnologias da Informação e Comunicação seja (re)equacionado.

## UARTE - Programa Internet na Escola
1. Este programa foi iniciado em 1997 e concluído em 2003.  Tinha como objectivo, assegurar a instalação de um computador multimédia e a sua ligação à Internet na biblioteca/mediateca de cada escola do ensino básico e secundário (todas as escolas públicas e ainda as escolas particulares e cooperativas do 5.º ao 12.º anos).

## Edutic
1. Esta unidade do Ministério da Educação foi criada no GIASE (Gabinete de Informação e Avaliação do Sistema Educativo), em Março de 2005, dando continuidade à actividade do Programa Nónio Séc. XXI. No entanto, em Julho de 2005, todas as competências exercidas pela Edutic foram transferidas para a Equipa de Missão Computadores, Redes e Internet na Escola, designada por CRIE.

## CRIE
1. A equipa de missão Computadores, Redes e Internet na Escola, teve como principal objectivo "a concepção, desenvolvimento, concretização e avaliação de iniciativas mobilizadoras e integradoras no domínio do uso dos computadores, redes e Internet nas escolas e nos processos de ensino-aprendizagem[1]”. Foi instituída pelo Ministério da Educação a 1 de Julho de 2005 e veio substituir o projecto Edutic.

## Projectos relacionados

### BBS Minerva
1. O BBS MINERVA (BBS = Bulletin Board System) foi o primeiro sistema de comunidade educativa on-line em Portugal.
2. Desenvolvido em 1988 pelo então Pólo da FCT/UNL ([Faculdade de Ciências e Tecnologia da Universidade Nova de Lisboa http://www.fct.unl.pt]) do Projecto MINERVA, o sistema foi conhecendo um sucessivo sucesso chegando a agregar uma rede de cerca de 500 escolas dos vários níveis de ensino (com predominãncia do 5.º ao 12.º anos) por altura do final do projecto MINERVA (1994).
3. Começando por ser um simples PC com MSDOS e o software dedicado RBBS, ligado a duas linhas telefónicas, o sistema cresceu para se tornar num sistema Unix, com software próprio (MBBS) desenvolvido para o efeito a partir do XBBS, suportando 8 linhas telefónicas, acesso IP e X.25. Oferecia interfaces Terminal de texto (VT100), WWW e ainda cliente específico desenvolvido sobre Windows (MTerm).
4. A base tecnológica do sistema foi desenvolvida na [Secção de Ciências da Educação http://www.sctef.fct.unl.pt] da Faculdade de Ciências e Tecnologia da Universidade Nova de Lisboa (FCT/UN)L, a partir dos apoios da Unisys (1988-1989) e, depois, da ICL (1990-1997), galvanizando vários jovens programadores, muitos deles posteriormente com assinalável sucesso profissional.
5. A base social do sistema começou por ser o Grupo Nacional de telemática Educativa do projecto MINERVA, associando vários elementos dos diferentes pólos daquele projecto, elementos esses que, aquando do final do projecto se mobilizaram civicamente para fundar a [EDUCOM-Associação Portuguesa de Telemática Educativa http://www.educom.pt], ainda hoje em actividade.
6. Vários projectos educativos de matriz escolar foram desenvolvidos com base neste sistema, cobrindo áreas disciplinares tão distintas quanto a Educação Ambiental, Educação Sexual, Geografia, CIências da Natureza, Educação Visual, etc.
7. O sistema acabou por entrar em fase vegetativa em finais de 1997, na sequência da interrupção de financiamento por parte do Ministério da Educação e com entrada em funcionamento do [Programa Internet na Escola https://web.archive.org/web/20070812222137/http://www.uarte.rcts.pt/partida/], coordenado pela uARTE, para onde transitou o coordenador deste projecto.

### Educom
- O Grupo Nacional de Telemática Educativa EDUCOM (Educação, Comunicação e Computadores) foi um grupo constituído em 1990 por iniciativa do Pólo da FCT/UNL e reunindo vários elementos de outros Pólos daquele projecto (por ex. GEP, ESEFaro, DEFCUL, IPLeiria, IPPorto, UÉvora, UMinho,...) por altura dos dois primeiros projectos de telemática educativa em Portugal: TEJO90 e o Projecto Peneda Gerês.[2]
- No final do projecto MINERVA, o grupo mobilizou-se em torno da constituição da EDUCOM - Associação Portuguesa de Telemática Educativa, em 1996, assim procurando evitar a perda do conhecimento e dinâmicas acumulados no domínio da telemática educativa.

### Ciência Viva
1. A Agência Ciência Viva foi criada em 1996 como um programa do Ministério da Ciência e da Tecnologia, tendo sido transformada em associação em 1998, e recebendo mais tarde o estatuto de entidade de utilidade pública. Tem como objectivo principal a promoção da cultura científica a tecnológica junto da população portuguesa.

### UMIC
1. A UMIC é uma Agência para a Sociedade do Conhecimento, considerado um instituto público, dotado de personalidade jurídica, com autonomia administrativa, financeira e património próprio. Esta Agência para a Sociedade tem como missão o planeamento, a coordenação e o desenvolvimento de projectos nas áreas da sociedade da informação e governo electrónico.
2. Este projecto teve início em 21 de Fevereiro de 2005.

### Ligar Portugal
1. Projecto criado em 2005 e tendo como metas finais 2010, em que qo objectivo é ligar todas as escolas por banda-larga. Mais informações disponíveis http://www.ligarportugal.pt/
2. Professores Inovadores

A rede de Professores Inovadores surge em 2004 e permitiu à comunidade global de professores estar em constante comunicação e  partilhar recursos e ferramentas de forma a optimizar a aprendizagem através do uso de novas tecnologias.